# A Kingdom for Keflings
A Kingdom for Keflings é um jogo de construção de cidade, desenvolvido pela NinjaBee para o Xbox 360 que foi lançado em 19 de novembro de 2008. Posteriormente, foi portado para o Microsoft Windows em 20 de março de 2010, o jogo teve uma sequência lançada em 2010 chamada A World of Keflings.

## Jogabilidade
No jogo, o jogador assume o papel de um gigante na terra dos Keflings. Keflings são uma pequena raça de criaturas semelhantes aos humanos, semelhante a elfos ou gnomos.  Torna-se função do jogador ajudar os Keflings na criação de seu reino. Isto é conseguido através da construção de várias estruturas, coleta de recursos e gerenciamento do trabalho dos Keflings. Os Keflings ajudarão o jogador a coletar recursos (madeira, cristais, lã e pedra) e a transportá-los para vários edifícios para uso na produção de outros edifícios. Alguns edifícios convertem os recursos em outros produtos para utilização na construção de estruturas mais complexas.  É o primeiro título do Xbox 360 a permitir controle total do avatar do jogador na Nova Experiência Xbox. O jogo foi descrito como tendo "traços de SimCity e Black & White". Seu sistema de coleta de recursos é comparável ao The Settlers.
O objetivo principal do jogo é completar o castelo, produzindo assim um Rei ou Rainha dos Keflings. O jogo, porém, não para e parece oficialmente nunca terminar, permitindo ao jogador continuar construindo mais estruturas e reunindo mais recursos. Existem quatro personagens disponíveis para uso no jogo, todos com estatísticas iniciais ligeiramente diferentes.  Como quinta opção, o jogador também pode usar seu Avatar do Xbox Live como personagem.
O modo multijogador é igual ao modo para um jogador, exceto que até quatro jogadores podem estar no jogo ao mesmo tempo. O jogo é no formato drop-in/drop-out, permitindo que muitos jogadores façam parte de um reino. Ao visitar um jogo online, os jogadores podem construir torres de banners que exibem sua imagem de jogador para todos os jogadores que visitam o jogo verem. O anfitrião de um jogo online tem a opção de expulsar qualquer outro jogador que tenha entrado no jogo. Quando um jogador é expulso, seu jogo é separado do jogo original hospedado - eles obtêm uma cópia inteira do mundo como ele é, os outros jogadores parecem sair e o jogador expulso fica sozinho hospedando o novo jogo. Apenas o anfitrião pode salvar um jogo online.

## Desenvolvimento, lançamento e marketing
A Kingdom For Keflings foi lançado para Xbox 360 em 19 de novembro de 2008. Em 13 de novembro de 2009, Ninjabee anunciou que o jogo viria para PC também, foi lançado para Windows em 20 de março de 2010. As vendas foram próximas de 610.000 unidades no final de 2011. a Kingdom for Keflings tem dois pacotes DLC: Kingdom Pack 1 e Kingdom Pack 2. Ambos foram lançados em 9 de dezembro de 2009. Cada pacote contém dois novos reinos para os jogadores desenvolverem. O Kingdom Pack 1 contém o Orchard Kingdom e o Kingdom Crossroads. Kingdom Pack 2 contém Relic Kingdom e Central Kingdom. Diz-se que os Reinos do segundo pacote são de maior dificuldade.
O jogo apresenta um conjunto de cinco músicas diferentes que tocam dinamicamente de acordo com a estação atual e o estado da vila. Eles formam um conjunto de músicas alegres e relaxantes, consideradas bastante cativantes e agregando muito apelo ao jogo. A pedido dos fãs, desenvolvedora disponibilizou as músicas para download.

## Recepção
O jogo recebeu "críticas geralmente favoráveis" de acordo com o site de agregação de críticas Metacritic.

## Sequência
Uma sequência intitulada A World of Keflings foi lançada em 22 de dezembro de 2010. A sequência aumenta o foco no enredo, oferece "múltiplos reinos para explorar, cada um com seu próprio clima, recursos e cultura" e inclui multijogador local. Vendeu mais de 224.000 cópias no final do ano de 2011. Em 13 de março de 2013, o desenvolvedor NinjaBee anunciou que a sequência tinha acabado de ser relançada, na época, para a Games Store no Windows 8, e para o Nintendo eShop do Wii U no final do ano.

## Referência
1. ↑  GamesIndustry International (4 de junho de 2008). «A Kingdom for Keflings». GamesIndustry.biz. Gamer Network. Consultado em 4 de junho de 2008. Cópia arquivada em 7 de junho de 2008
2. ↑  Stasse, Terrence (23 de julho de 2008). «SimCity Lite for XBLA? - A Kingdom for Keflings». Engadget (Joystiq). Verizon Media. Consultado em 11 de janeiro de 2021
3. ↑  «A Kingdom for Keflings». Xbox.com. Microsoft. Consultado em 18 de novembro de 2008. Cópia arquivada em 22 de novembro de 2008
4. ↑  Volm, Evan (13 de novembro de 2009). «Hit XBLA Game Coming to the PC». Brave New Gamer. Brave New Network. Consultado em 11 de janeiro de 2021. Cópia arquivada em 16 de novembro de 2009
5. 1 2  Langley, Ryan (20 de janeiro de 2012). «Xbox Live Arcade by the numbers - the 2011 year in review». Gamasutra. Informa. Consultado em 23 de janeiro de 2012. Cópia arquivada em 5 de julho de 2020
6. 1 2  Dyer, Mitch (21 de novembro de 2008). «A Kingdom for Keflings Review (X360)». GameSpot. CBS Interactive. Consultado em 8 de setembro de 2009. Cópia arquivada em 10 de janeiro de 2014
7. ↑  Valerie (27 de março de 2009). «A Kingdom for Keflings Music». NinjaBee. Consultado em 11 de janeiro de 2021. Cópia arquivada em 12 de janeiro de 2021
8. ↑  Suttner, Nick (15 de dezembro de 2008). «A Kingdom for Keflings (Xbox 360)». 1Up.com. Ziff Davis. Consultado em 11 de janeiro de 2021. Cópia arquivada em 26 de fevereiro de 2009
9. ↑  Sterling, Jim (29 de novembro de 2008). «Destructoid review: A Kingdom for Keflings (X360)». Destructoid. Enthusiast Gaming. Consultado em 11 de janeiro de 2021. Cópia arquivada em 10 de dezembro de 2015
10. ↑  Whitehead, Dan (19 de novembro de 2008). «A Kingdom for Keflings (Xbox 360)». Eurogamer. Gamer Network. Consultado em 30 de abril de 2020. Cópia arquivada em 8 de outubro de 2019
11. ↑  Terrones, Terry (23 de novembro de 2008). «Review: A Kingdom for Keflings (X360)». GamePro Arcade. IDG Entertainment. Consultado em 11 de janeiro de 2021. Cópia arquivada em 19 de dezembro de 2008
12. ↑  «Review: A Kingdom for Keflings (X360)». GamesMaster. Future plc. Novembro de 2008. p. 84
13. ↑  Sapieha, Chad (2 de abril de 2010). «A Kingdom for Keflings Review (PC)». Gamezebo. Consultado em 11 de janeiro de 2021
14. ↑  Geddes, Ryan (30 de março de 2010). «A Kingdom For Keflings Review (PC)». IGN. Ziff Davis. Consultado em 30 de abril de 2020. Cópia arquivada em 9 de agosto de 2020
15. ↑  Geddes, Ryan (21 de novembro de 2008). «A Kingdom For Keflings Review (X360)». IGN. Ziff Davis. Consultado em 11 de janeiro de 2021. Cópia arquivada em 16 de abril de 2014
16. ↑  Cabral, Matt (Dezembro de 2008). «A Kingdom for Keflings». Official Xbox Magazine. Future US. p. 88. Consultado em 11 de janeiro de 2021. Cópia arquivada em 23 de novembro de 2008
17. ↑  Eddy, Andy (21 de novembro de 2008). «A Kingdom for Keflings Review (Xbox 360)». TeamXbox. IGN Entertainment. Consultado em 11 de janeiro de 2021. Cópia arquivada em 6 de janeiro de 2012
18. 1 2  «A Kingdom for Keflings for Xbox 360 Reviews». Metacritic. CBS Interactive. Consultado em 30 de abril de 2020. Cópia arquivada em 4 de março de 2021
19. 1 2  «A Kingdom for Keflings for PC Reviews». Metacritic. CBS Interactive. Consultado em 11 de janeiro de 2021. Cópia arquivada em 1 de maio de 2019
20. ↑  Hatfield, Daemon (28 de janeiro de 2010). «A World of Keflings Announced». IGN. Ziff Davis. Consultado em 11 de janeiro de 2021. Cópia arquivada em 23 de março de 2018
21. ↑  Hill, Andrew (13 de março de 2013). «A World of Keflings Comes to Win 8 Today, Wii U Later This Year». NinjaBee. Consultado em 18 de março de 2013. Cópia arquivada em 7 de janeiro de 2015

## Ligações Externas
- Site Oficial Ninjabee
- A Kingdom for Keflings no MobyGames